# Anton Prokesch von Osten den yngre
Anton Prokesch von Osten, född den 19 februari 1837 i Aten, död den 12 mars 1919 i Gmunden, var en österrikisk greve och författare. Han var son till Anton Prokesch von Osten den äldre.
Prokesch von Osten förvärvade sig genom flera arbeten (bland annat Zur Geschichte der orientalischen Frage, 1877) ett aktat namn som skriftställare. Han utgav faderns brevväxling med Gentz och Metternich (2 band, 1881), en samling av faderns brev åren 1849–1855 (1896) samt aktstycken ur Gentz efterlämnade papper (2 band, 1867). Han gifte sig 1861 med skådespelerskan Friederike Gossmann.